# New Boy
New Boy é um curta-metragem irlandês de 2007 dirigido por Steph Green. Como reconhecimento, foi nomeado ao Oscar 2009 na categoria de Melhor Curta-metragem.